# Сігурд Моен
Сігурд Ольсен Моен (норв. Sigurd Olsen Moen; 31 жовтня 1897 року, Кредсгерад — 6 жовтня 1967 року, Драммен) — норвезький ковзаняр. Бронзовий призер зимових Олімпійських ігор у Шамоні. Чемпіон Норвегії з класичного багатоборства.

## Біографія
Виступав за Драмменський ковзанярський клуб. Сігурд Моен одразу привернув до себе увагу спортивних журналістів. Вони його прозвали "молодим та перспективним" і пророчили славу Оскара Матісона.
На міжнародних турнірах дебютував у 1922 році на першому повоєнному Чемпіонаті світу з ковзанярського спорта в класичному багатоборстві, де посів шосте місце. Наступного року дебютував на Чемпіонаті Європи, де виступав невдало і посів шістнадцяте місце.
На Олімпійських іграх 1924 року в Шамоні виступав у всіх змаганнях з ковзанярського спорту. Змагання проходили протягом двох днів і перший день виявився суперечливим. На перегонах на 500 метрів виступив вкрай невдало, прийшовши тринадцятим. На перегонах на 5000 метрів прийшов четвертим. Наступного дня відбулися перегони на 1500 метрів, де Моен посів третє місце і отримав єдину міжнародну нагороду у своїй кар'єрі. Того ж дня відбулися перегони на 10,000 метрів, де Моен посів шосте місце. У заліку з класичного багатоборства він посів четверте місце, розділивши його із співвітчизником Гаральдом Стрьомом.
Повернувшись з Олімпіади Моен посідає четверте місце на Чемпіонаті Європи та друге місце на Чемпіонаті Норвегії.
1925 рік виявився найбільш успішним у кар'єрі Моена. Він стає чемпіоном Норвегії та посідає четверте місце на Чемпіонаті світу. Наступного року він вдруге отримує срібні нагороди національної першості та повторює свій результат на Чемпіонаті світу.
У 1927 році, після двох років відсутності, Моен бере участь у Чемпіонаті Європи, де знову займає четверте місце. Наступного року на Чемпіонаті Європи він посідає десяте місце. У тому ж році він закінчує виступи.
У 1934 році Сігурд Моен стає першим почесним членом Драмменського ковзанярського клуба.

## Власні рекорди
| Відстань | Час     | Дата          | Місце     |
| -------- | ------- | ------------- | --------- |
| 500 м    | 46,1    | 9 лютого 1924 | Конгсберг |
| 1000 м   | 1:37,2  | 17 січня 1925 | Драммен   |
| 1500 м   | 2:23.8  | 9 лютого 1924 | Конгсберг |
| 5000 м   | 8:38.1  | 9 лютого 1924 | Конгсберг |
| 10000 м  | 17:42.7 | 9 лютого 1924 | Конгсберг |